# Лецидеевые (семейство)
Лецидеевые (лат. Lecideaceae) — семейство лишайников порядка Лецидеевые (Lecideales).

## Описание
Слоевище накипное или чешуйчатое, эпилитное или эндолитное, реже эпигейное, эпиксильное или эпибриофитное. Апотеции обычно чёрные, реже чёрно-коричневые, с краем, лишённым клеток водорослевого симбионта, поверхностные или погружённые в слоевище. Аски булавовидные, восьмиспоровые, 25—95×6—25 мкм. Парафизы простые, реже разветвляющиеся, с булавовидными концами. Споры одноклеточные, неокрашенные, почти шаровидные или продолговатые. Пикнидии погружённые, шарообразные или кувшинообразные. Конидии палочковидные, верхушечные.
Фитобионты — требуксиофициевые водоросли.

## Ареал
Типовой род семейства обладает космополитичным ареалом, отсутствуя только в пустынях.

## Классификация
Согласно базе данных Catalogue of Life на декабрь 2022 года семейство включает следующие роды:
- Amygdalaria Norman, 1852 — Амигдалярия
- Bellemerea Hafellner et Cl. Roux, 1984 — Беллемерея
- Bryobilimbia Fryday, Printzen et S. Eckman, 2014
- Catarrhospora Brusse, 1994 — Катароспора
- Cecidonia Triebel et Rambold, 1988
- Clauzadea Hafellner et Bellem., 1984 — Клозадея
- Cyclohymenia McCune et M.J. Curtis, 2017
- Farnoldia Hertel, 1983 — Фарнольдия
- Immersaria Rambold et Pietschm., 1989 — Иммерсария
- Koerberiella Stein, 1879 — Коербериелла
- Labyrintha Malcolm, Elix et Owe-Larss., 1995 — Лабиринта
- Lecaimmeria C.M. Xie, Lu L. Zhang et Li S. Wang, 2022
- Lecidea Ach., 1803 — Лецидея
- Lecidoma Gotth. Schneid. et Hertel, 1981 — Лецидома
- Lopacidia Kalb, 1984
- Melanolecia Hertel, 1981
- Pachyphysis R.C. Harris et Ladd, 2007
- Paraporpidia Rambold et Pietschm., 1989
- Poeltiaria Hertel, 1984
- Porpidia Körb., 1855 — Порпидия
- Pseudopannaria (B.de Lesd.) Zahlbr., 1924
- Rhizolecia Hertel, 1984
- Romjularia Timdal, 2007 — Ромюлария
- Schizodiscus Brusse, 1988 — Шизодискус
- Stenhammarella Hertel, 1967 — Стенхаммарелла
- Stephanocyclos Hertel, 1983 — Стефаноциклос
- Xenolecia Hertel, 1984